# Frans III, hertig av Bretagne
Frans III, hertig av Bretagne, född 28 februari 1518 på slottet i Amboise, död 10 augusti 1536 på slottet i Tournon, var en fransk prins, son till kung Frans I av Frankrike och Claude av Frankrike. Han var Frankrikes tronföljare (dauphin) efter sin far 1518–1536, och formellt (dock inte i praktiken) regerande hertig av Bretagne efter sin mor 1524–1536. 
Han var trolovad med den framtida Maria I av England 1518–1521. Han var tillsammans med sin bror gisslan i Spanien 1526–1530. Han avled ogift och hans yngre bror, den senare Henrik II av Frankrike, blev därför tronföljare och hertig efter honom. 